# Henry Iba
Henry Payne "Hank" Iba, né le 6 août 1904 à Easton dans le Missouri et décédé le 15 janvier 1993 à Stillwater dans l'Oklahoma, était un entraîneur de basket-ball américain.

## Biographie
Iba est né à Easton dans le Missouri. Il est joueur dans l'équipe de Westminster College. Après une première expérience d'entraîneur à Maryville Teacher's College (aujourd'hui Northwest Missouri State University) et à l'université du Colorado à Boulder, Iba arrive à Oklahoma A&M College en 1934. Il demeure dans cette université, renommée Oklahoma State University en 1957, durant 36 années jusqu'à sa retraite à l'issue de la saison 1969–1970. Lors de la plupart de ses années, il occupe également le poste de directeur sportif. En parallèle, Iba entraîne l'équipe de baseball d'Oklahoma entre 1934 et 1941.
Les équipes d'Iba sont méthodiques, contrôlant le ballon et inscrivant peu de points. La défense prônée par Iba (une défense homme à homme) est reconnue par ses pairs et est toujours utilisée aujourd'hui. Il était connu comme "the Iron Duke of Defense." Iba est renommé comme l'un des entraîneurs les plus rudes de l'histoire de la NCAA. Il était très méthodique et perfectionniste.
Les équipes d'Iba sont les premières dans l'histoire à remporter deux titres NCAA consécutifs (en 1945 et 1946). Elles battent NYU en finale en 1945 et North Carolina en finale 1946. Il est élu meilleur entraîneur de l'année lors de ces deux saisons. 
A&M/State gagnent 14 titres de la Missouri Valley Conference et un titre de la Big Eight Conference, remportant 655 matchs en 36 saisons. Au total, en 40 années de carrière, Iba a gagné 767 matchs, le deuxième meilleur bilan de l'histoire au moment de son arrêt, et demeure le troisième meilleur bilan de l'histoire de la Division I NCAA. En tant que directeur sportif de OSU, il a construit un programme vainqueur de 19 titres nationaux dans 5 sports (basket-ball, wrestling, baseball, golf, cross country).
En 1987, la salle d'Oklahoma State, Gallagher Hall, est renommée Gallagher-Iba Arena en son honneur. Un siège dans cette salle est connu comme étant le « siège de M. Iba », où aucun spectateur ne s'assoit jamais.

### Carrière olympique
Iba entraîne l'équipe olympique des États-Unis en 1964, 1968 et 1972. Il est le seul entraîneur américain de l'histoire à remporter deux médailles d'or aux Jeux olympiques basketball (en 1964 à Tokyo et en 1968 à Mexico). La finale de 1972 a été perdue à la suite d'une controverse. La défaite face à l'URSS met un terme à une série de 63 victoires consécutives depuis que le basket-ball a été introduit aux Jeux olympiques en 1936.

### Récompenses et trophées
Iba est intronisé au Oklahoma Sports Hall of Fame, au Oklahoma Hall of Fame, au Missouri Hall of Fame, à la Helms Foundation All-Time Hall of Fame for basketball, au National College Basketball Hall of Fame (en 2007), au FIBA Hall of Fame (en 2007) et au Naismith Memorial Basketball Hall of Fame.

### Le trophée Henry Iba
Le Henry Iba Award a été créé en 1959 pour récompenser le meilleur entraîneur de basket universitaire de l'année. Il est attribué par la United States Basketball Writers Association. Cinq entraîneurs sont nommés et celui qui obtient le plus de voix reçoit le trophée qui est attribué lors du Final Four.

## Note
- (en) Cet article est partiellement ou en totalité issu de l’article de Wikipédia en anglais intitulé « Henry Iba » (voir la liste des auteurs).